# Citykyrkan, Stockholm

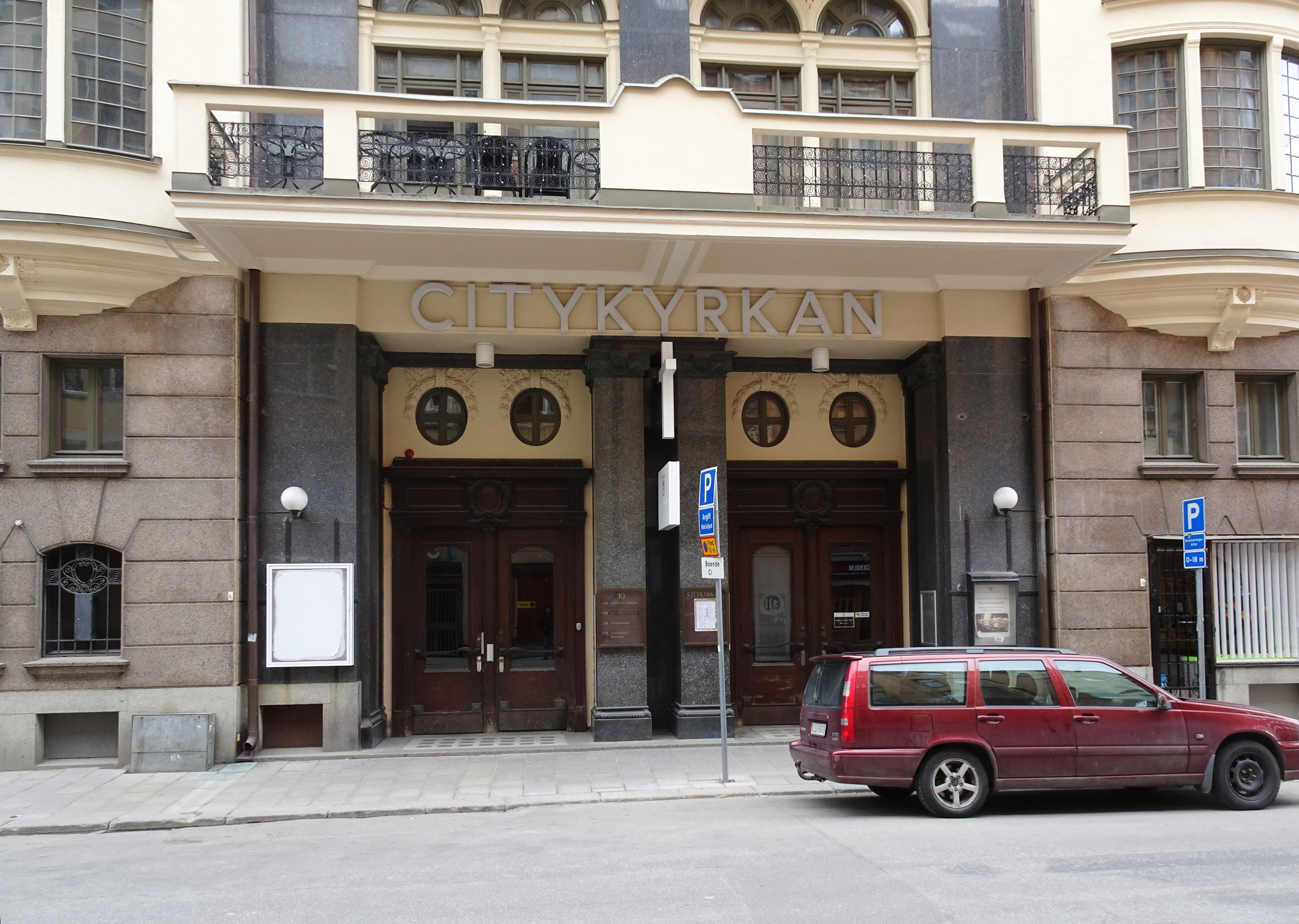
Citykyrkan det forna Fenixpalatset.

Citykyrkan är en pingstförsamling på Adolf Fredriks kyrkogata 10 i Stockholm, några kvarter från Hötorget. Församlingen grundades 1936 som Östermalms Fria Församling. Den var under en period ansluten till Filadelfiaförsamlingen. Byggnaden, som församlingen köpte 1940, är en gammal nöjeslokal tidigare känd som Fenixpalatset.
Alfred Nygren och Jorge Moreno är pastorer i församlingen och delar tillfälligt på föreståndarskapet sedan januari 2023. Judit Gallardo Lantz är pastor med inriktning för barn, ungdom och unga vuxna. Den internationella delen av församlingen, City Church International, leds av pastor Wilberforce Bezudde. Några av församlingens tidigare pastorer är Stanley Sjöberg , Ulf Koppelman, Daniel Cizuk och Ingemar Helmner.[källa behövs]
Sven Lidman blev efter en konflikt med Lewi Pethrus medlem i denna församling.[källa behövs]

## Verksamheter
Som alla pingstförsamlingar driver Citykyrkan missionsarbete i flera länder, samt understödjer missionärer i deras arbete. Man har en systerförsamling i Kampala, City Church Kampala. Tillsammans med denna bedriver Citykyrkan fadderverksamhet i Uganda genom fadderorganisationen Smile Of Hope Africa.
Församlingen driver sedan 2008 bibelskolan International Bible Institute of Stockholm. Läs mer om IBIOS på https://cks.se/ibios/
Sedan 2014 är Citykyrkan med som partner för en teologisk högskola, Westminster Theological Centre, i samarbete med bland annat dessa andra svenska kyrkor/rörelser: Elimkyrkan / Folkungakyrkan, Korskyrkan, Stockholm Vineyard, New Wine Sweden. Läs mer om detta på https://wtctheology.org.uk/
På den rikt utsmyckade tredje våningen har det en gång drivits ett café vid namn Citykonditoriet. Men konditoriet är ej längre öppet som ett café. Dock används det till församlingens verksamheter.
Bland annat en kväll i veckan arrangerar församlingen här Café Liv och bjuder hemlösa på mat.